# Литературный музей Курта Тухольского
Литературный музей Курта Тухольского (нем. Kurt Tucholsky Literaturmuseum) расположен в левом крыле Райнсбергского дворца в городе Райнсберге (Бранденбург, Германия) и посвящён жизни и творчеству писателя Курта Тухольского.

## История
В 1980 году в Райнбергском клубе профсоюзов (нем. Rheinsberger Club der Gewerkschaften) была открыта выставка, посвящённая творчеству Курта Тухольского. После закрытия клуба экспонаты выставки перевезли в Райнсбергский дворец, а 5 января 1989 года городские власти приняли решение об организации здесь мемориала писателя. Организационными вопросами занялся будущий директор Петер Бётиг, и 30 октября 1993 года первая постоянная выставка была открыта. На момент открытия в коллекции было всего 107 единиц хранения (в 2015 году их уже было около 50 000).
С 2004 года мемориал получил статус музея.
Общая экспозиционная площадь составляет около 130 м².

## Коллекция
В коллекции музея насчитывается до 50 000 предметов, среди которых порядка 50 рукописей Тухольского, а также предметы, бывшие в собственности его семьи. Так, например, в музее экспонируется письменный стол Курта Тухольского, которым тот пользовался во время своей шведской ссылки, также есть его пепельница, карандашница, другие предметы. Помимо этого, в музее хранятся письма, фотографии, журналы и книги писателя, включая первые издания всех написанных им 10 книг.
Помимо посвящённых Курту Тухольскому и связанных непосредственно с ним, в музее хранятся биографические материалы, посвящённые первой жене писателя Эльзе Вайль, а также поэтам Армину Вегнеру, Эриху Арендту и натуралисту Альфреду Вегенеру.